# 衛國戰爭勳章
衛國戰爭勳章（俄语：Орден Отечественной войны）於1942年5月20日設立，是蘇聯在二戰時期設立的第一種勳章，也是首種分級的蘇聯勳章，授予「在保衛蘇維埃祖国戰爭中表現英勇、堅強、無畏的紅軍、紅海軍、內務部部隊士兵、指揮員和游擊隊員，以及以個人行動促進我軍戰鬥勝利的軍人」，根據功勞大小二分為一級衛國戰爭勳章和二級衛國戰爭勳章。連同戰後的頒授數量，此勳章是蘇聯歷史上頒發量最大的勳章：到1992為止，一級和二級衛國戰爭勳章的總頒發量分別為2,487,098枚和6,688,497枚。

## 戰時的頒授
1942年6月2日蘇聯最高蘇維埃主席團發佈命令，將首批衛國戰爭勳章授予在哈爾科夫方向戰鬥中立功的炮兵軍人（第二次哈爾科夫戰役）。其中一級勳章授予克裡克利大尉、副指導員斯塔岑科和斯米爾諾夫上士。克裡克利大尉領導他的隊伍在戰鬥中共消滅了32輛德軍坦克，最後在醫院因傷勢過重而犧牲。但直到1971年6月12日，編號為第312368號的一級衛國戰爭勳章才交給了克裡克利大尉的家屬手中，而編號為第1號一級衛國戰爭勳章則授予了1942年8月25日犧牲的指導員科紐霍夫。一級衛國戰爭勳章的頒授條件包括：以戰鬥機飛行員身分擊落三架敵機；摧毀兩架重型坦克，或三架中型坦克，或四架輕型坦克；俘獲敵軍艦艇等。
首批二級衛國戰爭勳章授予了中士紮爾科、涅姆菲拉、涅斯捷連科和列兵格裡戈裡耶夫、庫利涅茨、彼得羅什。編號為第1號的二級衛國戰爭勳章也沒有發給以上幾種中的其中一位，而是追授給偵察兵A·PaKKHH上尉。
此勳章也被頒授與部分盟軍部隊及指揮官，包括西方的盟國。在整個苏德战争期間，蘇聯共頒發了324,903枚一級衛國戰爭勳章和951,652枚二級衛國戰爭勳章。

## 戰後的頒授
在1966年勃列日涅夫執政時期，把衛國戰爭勳章授予進行過防禦戰的城市，直到1980年代，莫吉列夫、庫爾斯克、別爾哥德、奧廖爾、摩爾曼斯克等城市都獲得了衛國戰爭勳章。據統計，在1947年至1984年間，約有25000枚一級衛國戰爭勳章和約50000枚二級衛國戰爭勳章被授予出去。
在1985年“蘇聯偉大衛國戰爭”勝利40周年之際，蘇聯最高蘇維埃主席團于當年3月11日發佈了《關於衛國戰爭勳章授予健在的1941－1945年偉大衛國戰爭積極的參戰者的決定》，這使衛國戰爭勳章成為蘇聯頒發數量最多的勳章。決定的內容大致如下：
為了慶祝1941－1945年偉大衛國戰爭勝利40周年，現決定將衛國戰爭勳章授予堅強勇敢的蘇聯人民。其中一級衛國戰爭勳章授予參加過衛國戰爭的蘇聯英雄；全部三個級別的光榮勳章的獲得者；參加過衛國戰爭的現蘇聯元帥、主帥、將軍；參加過衛國戰爭並獲得過勳章或者獲得過勇敢獎章、烏沙科夫獎章、戰功獎章、納希莫夫獎章、衛國戰爭遊擊隊員獎章中的其中一種的軍人或遊擊隊員，因戰致殘的軍人。二級衛國戰爭勳章授予參加過衛國戰爭的除上述以外的表現良好的軍人、遊擊隊員。另外參加過遠東對軍國主義日本作戰的軍人也可以按上述規定授予衛國戰爭勳章。

## 勳章樣式
勳章直徑45毫米，圖案為一顆放射光芒的金色錘子鐮刀紅星軍徽，紅星中錘子鐮刀週邊有一圈白底金字，上面寫著代表勳章名稱的“衛國戰爭”（ОТЕЧЕСТВЕННАЯ ВОЙНА）字樣，一把戰刀和一支步槍在紅星的後面以紅星為中心相互交叉著。圖案寓意勳章獲得者在保衛蘇聯的“偉大衛國戰爭”中拿起武器奮起殺敵，建立了光榮的功績。勳章以紅星軍徽放射出的光芒線的顏色來區分等級，一級呈現的為金色，二級呈現的為銀色。在1943年六月前，此勳章還配有一紅色上掛，如同蘇聯英雄的金星獎章。但此後就取消了，直接掛在右胸上。
|      |  |
| 勋略 |  |
|      |  |